# Acyphoderes ayalai
Acyphoderes ayalai là một loài bọ cánh cứng trong họ Cerambycidae.